# سارة دايرهاوج هانسن
سارة دايرهاوج هانسن (مواليد 14 سبتمبر 1996) هي لاعبة كرة قدم دنماركية تلعب في مركز الوسط لصالح نادي روزنبورغ في الدوري النرويجي الممتاز (توبسيرين) وأيضًا لمنتخب الدنمارك الوطني.

## المسيرة المهنية
لعبت هانسن مع نادي فايله بولدكلوب حتى عام 2013، ثم انضمت إلى نادي إيه كيه سكوفباكن. في عام 2014، انضمت إلى نادي كولدينج كيو، ومنذ عام 2015، لعبت في الدرجة الأولى مع نادي فورتونا هيورينغ. مع هذا النادي، فازت هانسن ببطولة الدنمارك وكأس الدنمارك في موسم 2015-2016.

## المسيرة الدولية
لعبت هانسن في عدة منتخبات شباب دانماركية. انضمت أولاً إلى منتخب تحت 16 سنة في عام 2011، وفي نفس العام شاركت لأول مرة مع منتخب تحت 17 سنة، حيث أصبحت جزءًا مهمًا من الفريق وشاركت في منافسات مهمة، بما في ذلك بطولة أوروبا تحت 17 سنة لعام 2012، عندما احتلت الدانمارك المركز الثالث. في 29 يوليو 2013، شاركت لأول مرة مع منتخب تحت 19 سنة في مباراة ودية ضد النرويج. كانت هانسن أيضًا جزءًا أساسيًا من هذا الفريق، حيث شاركت في التصفيات المؤهلة لبطولة أوروبا للشباب تحت 19 سنة لعام 2013، وفي الجولة النهائية لبطولة أوروبا تحت 19 سنة لعام 2014، وفي التصفيات المؤهلة لبطولة أوروبا تحت 19 سنة لعام 2015.
في 22 يناير 2016، شاركت هانسن لأول مرة مع منتخب الفريق الوطني الدنماركي في مباراة ودية ضد هولندا. في نفس العام، كانت جزءًا من الفريق الذي شارك في كأس الغارف الدولية لعام 2016. كما شاركت في كأس الغارف لعام 2017. بينما كانت ما زالت مع المنتخب الوطني للفريق الأول، لعبت مرة واحدة مع منتخب الدانمارك تحت 23 سنة في مباراة ضد فنلندا. في عام 2017، كانت جزءًا من الفريق الذي شارك في بطولة كأس الأمم الأوروبية للسيدات لعام 2017.